# Ровеньковский технико-экономический колледж
Ровеньковский технико-экономический колледж — образовательное учреждение в городе Ровеньки Луганской области.

## История
В ходе индустриализации 1930-х годов возникла необходимость увеличить подготовку квалифицированных кадров для горнорудной и угольной промышленности, и в соответствии с третьим пятилетним планом развития народного хозяйства СССР в городе Ровеньки в 1940 году был открыт Ровеньковский горный техникум.
В ходе Великой Отечественной войны с 20 июля 1942 до 17 февраля 1943 года город был оккупирован немецкими войсками и техникум пострадал, но в дальнейшем он был восстановлен и возобновил работу.
После провозглашения независимости Украины техникум перешёл в ведение министерства образования Украины.
В марте 1995 года Верховная Рада Украины внесла техникум в перечень предприятий и организаций, приватизация которых запрещена в связи с их общегосударственным значением.
Позднее образовательное учреждение было реорганизовано в Ровеньковский технико-экономический колледж.
С весны 2014 года колледж находится на территории, контролируемой самопровозглашённой Луганской Народной Республикой.

## Деятельность
В советское время техникум специализировался на подготовке специалистов для угольной промышленности.